# Голланд (округ Шебойган, Вісконсин)
Голланд (англ. Holland) — місто (англ. town) в США, в окрузі Шебойґан штату Вісконсин. Населення — 2273 особи (2020).

## Демографія
Згідно з переписом 2010 року, у місті мешкало 2239 осіб у 856 домогосподарствах у складі 682 родин. Було 1117 помешкань
Расовий склад населення:
| - 98,0 % — білих - 1,1 % — азіатів - 0,3 % — чорних або афроамериканців - 0,2 % — вихідців з тихоокеанських островів - 0,1 % — корінних американців |

До двох чи більше рас належало 0,3 %. Частка іспаномовних становила 0,8 % від усіх жителів.
За віковим діапазоном населення розподілялося таким чином: 23,5 % — особи молодші 18 років, 61,6 % — особи у віці 18—64 років, 14,9 % — особи у віці 65 років та старші. Медіана віку мешканця становила 46,8 року. На 100 осіб жіночої статі у місті припадало 102,6 чоловіків;  на 100 жінок у віці від 18 років та старших — 103,2 чоловіків також старших 18 років.
Середній дохід на одне домашнє господарство  становив 92 372 долари США (медіана — 74 596), а середній дохід на одну сім'ю — 101 149 доларів (медіана — 80 694). Медіана доходів становила 60 417 доларів для чоловіків та 43 393 долари для жінок. За межею бідності перебувало 5,1 % осіб, у тому числі 5,5 % дітей у віці до 18 років та 5,8 % осіб у віці 65 років та старших.
Цивільне працевлаштоване населення становило 1287 осіб. Основні галузі зайнятості: виробництво — 26,4 %, освіта, охорона здоров'я та соціальна допомога — 19,0 %, будівництво — 10,3 %, науковці, спеціалісти, менеджери — 9,2 %.